# جانگ یونگ-هو
جانگ یونگ-هو (انگلیسی: Jang Yong-ho؛ زادهٔ ۴ آوریل ۱۹۷۶) کماندار اهل کره جنوبی است.
وی در مسابقات کشوری و بین‌المللی در مجموع برندهٔ ۴ مدال طلا، ۲ مدال نقره، ۱ مدال برنز شده‌است.